# Karl-Herman Forsslund
Karl-Herman Forsslund, född 24 november 1900 i Ludvika, död 25 januari 1973 i Vallentuna församling, var en svensk skogsforskare. Han var son till Karl-Erik Forsslund.
Auktorsnamnet Forsslund kan användas för Karl-Herman Forsslund i samband med ett vetenskapligt namn inom zoologin; se Wikipedia-artiklar som länkar till auktorsnamnet.

## Biografi
Karl-Herman Forsslund avlade studentexamen i Falun 1920. Han studerade zoologi vid Uppsala universitet där han blev filosofie magister 1925, filosofie licentiat 1937 och filosofie doktor 1943 med avhandlingen Studier över det lägre djurlivet i nordsvensk skogsmark. Han var 1927–1933 anställd vid Naturhistoriska riksmuseet och Statens skogsförsöksanstalt, från 1933 assistent vid Statens skogsforskningsinstitut och blev 1945 försöksledare där. Han beskrev flera nya arter i insektsordningen Trichoptera, såväl i Skandinavien som ett antal insamlade i Kina av Sven Hedins centralasiatiska expedition. Forsslund blev 1946 docent i skogsentomologi vid Skogshögskolan, 1962 laborator vid Skogshögskolan och erhöll 1963 professors namn.
Karl-Herman Forsslund var styrelseledamot av Svenska faunistsällskapet 1944–1948, av Svenska föreningen Oikos från 1948 och sekreterare och skattmästare där 1948–1959. Han var styrelseledamot i Entomologiska föreningen från 1954 och vid sin död dess vice ordförande. Forsslund var även medlem av Juvenalorden och av Orphei Drängar. Från 1961 var han ledande redaktör av tidskriften Pedobiologia. Karl-Herman Forsslund var riddare av Nordstjärneorden. Han är begravd på Österåkers kyrkogård.